# أحمد مكحوت
أحمد مكحوت (مواليد 4 أبريل 1983) لاعب كرة قدم جزائري. يلعب حاليًا لشبيبة القبايل في الرابطة الجزائرية المحترفة الأولى.

## مع النوادي
في 6 يوليو 2009، عاد مكحوت إلى شباب بلوزداد بعد أن أمضى موسمًا مع اتحاد عنابة.
في 16 يونيو 2011، وافق مكحوت، جنبا إلى جنب مع نظيره شباب بلوزداد زميله أمين أكساس، على انضمام إلى نادي القادسية السعودي بناء على عقد لمدة عام واحد.
في 04 يونيو 2014، وقع مكحوت في صفوف شبيبة القبائل. لموسمين
في17 يوليو 2015 امضى عقدا مع اتحاد بلعباس مدته موسمين

## دوليًا
في أبريل 2008، استدعي مكحوت للمنتخب الجزائري أ للمباراة التأهيلية لبطولة أمم إفريقيا 2009 ضد منتخب المغرب.

## روابط خارجية
- أحمد مكحوت على موقع قاعدة بيانات كرة القدم.إي يو (الإنجليزية)
- أحمد مكحوت على موقع Soccerway.com (الإنجليزية)